# Globoko ob Dravinji
Globoko ob Dravinji este o localitate din comuna Poljčane, Slovenia, cu o populație de 81 de locuitori.